# Anna Lindskog
Elin Anna Augusta Elisabet Strandberg, tidigare Lindskog och Guldstrand, ogift Rosén, född 5 september 1891 i Eds församling i Stockholms län, död 24 maj 1983 i Täby församling i Stockholms län, var en svensk skådespelare.
Anna Lindskog var dotter till godsägaren Emil Teodor Rosén och Elin Holm. Hon var engagerad vid Dramatiska Teatern i Stockholm från 1910 till 1915. Där var hon först verksam under namnet Anna Rosén och sedan under namnet Anna Lindskog.
Anna Lindskog var 1913–1919 gift med redaktören Oscar Lindskog (1886–1935), 1920 med affärsmannen Karl Fredrik Guldstrand (1878–1947) och 1969 med operasångaren Olle Strandberg (1886–1971). Hon är begravd på Solna kyrkogård.

## Teater

### Roller (ej komplett)
| År   | Roll                | Produktion                                              | Regi         | Teater                     |
| ---- | ------------------- | ------------------------------------------------------- | ------------ | -------------------------- |
| 1908 | Hermione            | En vintersaga William Shakespeare                       |              | Svenska teatern, Stockholm |
| 1908 | Anne-Marie Brachard | Simson Henry Bernstein                                  |              | Svenska teatern, Stockholm |
| 1909 |                     | Arsène Lupin Francis de Croisset och Maurice Leblanc    | Knut Nyblom  | Oscarsteatern              |
| 1910 |                     | Advokaten Knifving                                      |              | Dramaten                   |
| 1911 |                     | Disciplin                                               |              | Dramaten                   |
| 1911 |                     | Pappa                                                   |              | Dramaten                   |
| 1912 |                     | Annie Anatol                                            |              | Dramaten                   |
| 1912 |                     | Colette                                                 |              | Dramaten                   |
| 1912 |                     | Elektra                                                 |              | Dramaten                   |
| 1912 |                     | Den gamle presten                                       |              | Dramaten                   |
| 1912 |                     | Mäster Olof August Strindberg                           |              | Dramaten                   |
| 1913 |                     | Min vän Teddy                                           |              | Dramaten                   |
| 1913 |                     | Kärleken rår                                            |              | Dramaten                   |
| 1914 |                     | Hans enda hustru                                        |              | Dramaten                   |
| 1914 |                     | Aladdin                                                 |              | Dramaten                   |
| 1914 |                     | Sabinskornas bortröfvande                               |              | Dramaten                   |
| 1914 |                     | Madame Sans-Gêne                                        |              | Dramaten                   |
| 1915 |                     | Debutanten och hennes far                               |              | Dramaten                   |
| 1915 | Jeanne de Verceil   | Äventyret Gaston Arman de Caillavet och Robert de Flers | Karl Hedberg | Dramaten                   |
| 1915 |                     | Debet och kredit                                        |              | Dramaten                   |
| 1915 |                     | Prövodagen                                              |              | Dramaten                   |
| 1915 |                     | Osvuret är bäst                                         |              | Dramaten                   |
| 1915 |                     | Blommor i drifbänk                                      |              | Dramaten                   |